# Sovova naučná stezka
Sovova naučná stezka je naučná stezka, která spojuje Pacov a Lukavec. Svůj název dostala podle básníka Antonína Sovy, její celková délka je 12 km a nachází se na ní 4 zastavení.

## Vedení trasy
Trasa začíná v Pacově na náměstí Svobody, odkud pokračuje Karmelitánskou ulicí okolo zámku, ulicí Za Branou k Sovovu parku a dále polní a lesní cestou k říčce Trnavě. Po jejím překročení míří po polní cestě na okraj Bratřic, kde se napojuje na silnici. Ta ovšem v Bratřicích končí a NS dále vede po polní a lesní cestě ke kapli sv. Jana Křtitele pod vrchem Stražiště. Po této cestě pak vede až do Lukavce, kam vstupuje ulicí Ke Křížku. Posléze odbočuje doleva a ulicí Vyklantická míří na náměstí sv. Václava, kde končí.

## Zastavení
- Dějiny Pacova
- Život básníka Antonína Sovy
- Dějiny Bratřic
- Dějiny městysu Lukavce, básník Antonín Sova